# 時の封土
時の封土（ときのふうど）は、1999年に牧尾屋(現・Pleiades Company) が制作したアドベンチャーゲームである。

## 概要
ファンタジーノベル形式のアドベンチャーゲームであり、1999年にフリーウェアとして公開された。Pleiades Companyオリジナルブラウザゲーム第2弾であり、前作の『時の館』、後に作られた『時の故郷』と世界観を共有している。『時の故郷』が注目を浴びたため、本作についても注目されるようになった。
オリジナルとなっているのは、作者がTurbo C++で制作した PC-98x1用テキストアドベンチャーゲーム「時の封土」である。現在、サーパラマーケットで販売されている『時の故郷』シェアウェア版に同梱されているT98-Nest用のおまけゲーム内に収録されている。
作者が制作した旧バージョンは、サーパラマーケットで販売されていた『Overwhelm2006』に収録されているのみであり、フリーウェアとしての公開は終了している。しかし、システム、CG、操作性などを一新したリニューアル版が、古林のサイト「ぽかぽか夢工房」でフリーウェアとしてダウンロード可能となっている。

## ゲームシステム
コマンド選択型のゲームであり、プレイヤーは事象に遭遇したときなどに表示される選択肢から主人公の行動を決定し、物語を進める。またプレイヤーは、画面に表示されている背景をクリックすることによって怪しい場所を調べ、またアイテムを入手することができる。ただし、2度、3度と同じ箇所を調べないと入手できないアイテムや情報もある。
プレイヤーが選択肢で選ぶ行動やアイテムの入手状況によって物語の展開は変化し、バッドを含めて5つというマルチエンディングとなっている。選択肢を誤ると、主人公が死んだり、なにも解決できなかったりのままゲームオーバーとなる。
住人が語った内容の中に隠されているヒントを読み取ったり、現場の状況から主人公が取るべき行動を推理したりと、難易度はかなり高めである。謎を解かなくても先に進むことはできるが、アイテムを入手していないことに気づいても既に前の世界に戻ることができなくてゲームオーバーになるなど、プレイヤーは隅々に隠されたヒントを注意深く読み取る必要がある。

## ストーリー
育ての親であるマルティーナ先生が死んだという報せを受け取った主人公は、10年ぶりに自分が育った家へ戻ってきた。マルティーナの遺品を調べている内に、主人公は奇妙な紫の蝋燭を見つけた。その蝋燭に火を灯した瞬間、主人公は別世界に飛ばされる。目を覚ました主人公の前にいた少女ラーナは、ここは時の流れに忘れられた世界、「時の封土」だと告げた。主人公は元の世界に戻るために、「精神の森」を抜け「離別の橋」を渡り、「迷いの平原」と「失望の岬」を超え、海に浮かぶ「消失の島」に向かう。

## 登場人物
僕
主人公。名前は設定されていない。テキサスの大学生で20歳。両親を事故で亡くした後、マルティーナ先生に育てられていたが、10年前にアメリカ西部にいる母方の叔父夫婦に引き取られた。
ラーナ
「時の封土」の「忘却の塔」に住む、16,7歳くらいで金髪の美少女。
マルティーナ
村民から尊敬を受けていた医者のおばあさん。子供も家族もおらず一人暮らしだったが、事故で両親を失った主人公を10年前まで育ててくれた。
森の長老
「精神の森」に住む長老。「時の封土」に迷い込んだ人のための相談役。「離別の橋」を渡る許可証を出している。
ラバステーラ
「精神の森」に住む「時の盗賊」。顔に薄気味悪いくらい白く化粧をしている男。眠っている間に忍び寄り、「生命の時間」を盗む。盗まれた人間は彫像のように全く動かなくなる。動きはすばしっこい。
時の王
「消失の島」の地下にある城に住むこの世界の王。名前はフェアチャイルド。元の世界に戻る方法を唯一知っている。
MAKIO
作者。ハッピーエンド後の作者インタビューに、訳の分からない生物の姿で登場する。

## 評価
窓の杜のコーナー「週末ゲーム」では、「驚きと恐れ、そしてちょっぴり憧憬の入り混じった切ない物語」と評されており、「ノスタルジックなオープニングから一転して、寂寞としたファンタジー世界へと転換していく大胆な構成も本作品の大きな魅力」と評価されている。

## 収録雑誌
ゲームの紹介や、ゲームそのものが付録として収録された雑誌を列挙。
- 『TECH Win』（エンターブレイン）2002年9月号（8月8日発売）
- 『DOS/V POWER REPORT』（インプレス）2002年11月号（9月28日発売）
- 『WindowsPower』（アスキー）2002年11月号（10月18日発売）
- 『TECH Win』（エンターブレイン）2003年10月号（9月26日発売）
- 『フリーウェア5000 (2004Spring)』（エンターブレイン）（2004年3月発売）